# Lake Cole
Der Lake Cole ist ein zugefrorener und 2,5 km langer See auf Black Island im antarktischen Ross-Archipel. Er liegt südlich des Mount Ewart und des Mount Melania.
Das Advisory Committee on Antarctic Names benannte ihn 1999 nach dem neuseeländischen Geologen James William Cole (* 1941) von der Victoria University of Wellington, der von 1964 bis 1965 gemeinsam mit Anthony E. Ewart die Geologie der Brown-Halbinsel, von Black Island und von Kap Bird auf der Ross-Insel untersucht hatte.